# Шранер, Ким
Ким Шранер — канадская киноактриса, снимающаяся с детства.

## Биография
Родилась в Торонто. Впервые снялась в кино в 13-летнем возрасте, в сериале «Рыцарь навсегда». Она снялась во многих молодёжных сериалах, в том числе «Боишься ли ты темноты?».

## Фильмография
| Год  |   | Русское название                           | Оригинальное название                    | Роль                        |
| ---- | - | ------------------------------------------ | ---------------------------------------- | --------------------------- |
| 1989 | с | Рыцарь навсегда                            | Forever Knight                           | Pretty Girl                 |
| 1992 | с | Боишься ли ты темноты?                     | Are You Afraid of the Dark?              | Kara Fox                    |
| 1995 | ф | Старшеклассный набор                       | National Lampoon's Senior Trip           |                             |
| 1994 | ф | Последнее предательство                    | Ultimate Betrayal                        | Сьюзен в возрасте 15-19 лет |
| 1996 | с | Пси Фактор: Хроники паранормальных явлений | Psi Factor: Chronicles of the Paranormal | Lilith                      |
| 1996 | с | Мутанты Икс                                | Mutant X                                 | Kelly Rice                  |
| 2002 | ф | Весна убийств                              | A Killing Spring                         | Келли Сэведж                |
| 2003 | ф | Обратитесь к Джейн                         | See Jane Date                            | Дана                        |
| 2002 | ф | Американский психопат 2                    | American Psycho II                       | Элизабэт МакГуаер           |
| 2008 | с | Подопытные (сериал)                        | Testees                                  | Kate                        |